# Varanus spinulosus
Espèce
Synonymes
- Varanus indicus spinulosus Mertens, 1941

Statut de conservation UICN

 LC  : Préoccupation mineure
Statut CITES
Le Varan à épines, Varanus spinulosus, est une espèce de sauriens de la famille des Varanidae.

## Répartition
Cette espèce se rencontre :
- en Papouasie-Nouvelle-Guinée sur l'île du Bougainville ;
- aux Salomon sur les îles de Santa Isabel et de San Jorge.

## Publication originale
- Mertens, 1941 : Zwei neue Warane des australischen Fauenengebietes. Senckenbergiana biologica, vol. 23, p. 266-272.